# Ingeborg-Bachmann-Preis 2013
Der Ingeborg-Bachmann-Preis 2013 war der 37. Wettbewerb um den Literaturpreis im Rahmen der Tage der deutschsprachigen Literatur. Die Veranstaltung fand vom 3. bis 7. Juli 2013 im Klagenfurter ORF-Theater des Landesstudios Kärnten statt und wurde erstmals von Christian Ankowitsch als Nachfolger von Clarissa Stadler moderiert. Die Leitung lag ebenfalls zum ersten Mal in den Händen des Kulturjournalisten Horst L. Ebner, der auf die langjährige Leiterin Michaela Monschein folgte.

## Autoren

### Erster Lesetag
- Larissa Boehning: Zucker (Romanauszug), eingeladen von Meike Feßmann
- Joachim Meyerhoff: Ich brauche das Buch, eingeladen von Hildegard Elisabeth Keller
- Nadine Kegele: Scherben schlucken (Romanauszug), eingeladen von Burkhard Spinnen
- Verena Güntner: Es bringen (Romanauszug), eingeladen von Paul Jandl
- Anousch Mueller: Falunrot, eingeladen von Meike Feßmann

### Zweiter Lesetag
- Zé do Rock: Gott is Brasilianer, Jesus anscheinend auch, eingeladen von Burkhard Spinnen
- Cordula Simon: Ostrov Mogila (Romanauszug), eingeladen von Daniela Strigl
- Heinz Helle: Wir sind schön, eingeladen von Daniela Strigl
- Philipp Schönthaler: Ein Lied in allen Dingen, eingeladen von Hubert Winkels
- Katja Petrowskaja: Vielleicht Esther (Romanauszug), eingeladen von Hildegard Elisabeth Keller

### Dritter Lesetag
- Hannah Dübgen: Schattenlider, eingeladen von Juri Steiner
- Roman Ehrlich: Das kalte Jahr (Auszug), eingeladen von Paul Jandl
- Benjamin Maack: „Wie man einen Käfer richtig fängt“ von Joachim Kaltenbach, eingeladen von Hubert Winkels
- Nikola Anne Mehlhorn: Requiem der Vierzigjährigen (Romanauszug), eingeladen von Juri Steiner

## Juroren
- Meike Feßmann
- Paul Jandl
- Hildegard Elisabeth Keller
- Burkhard Spinnen (Juryvorsitz)
- Juri Steiner (für Corina Caduff)
- Daniela Strigl
- Hubert Winkels

## Preise

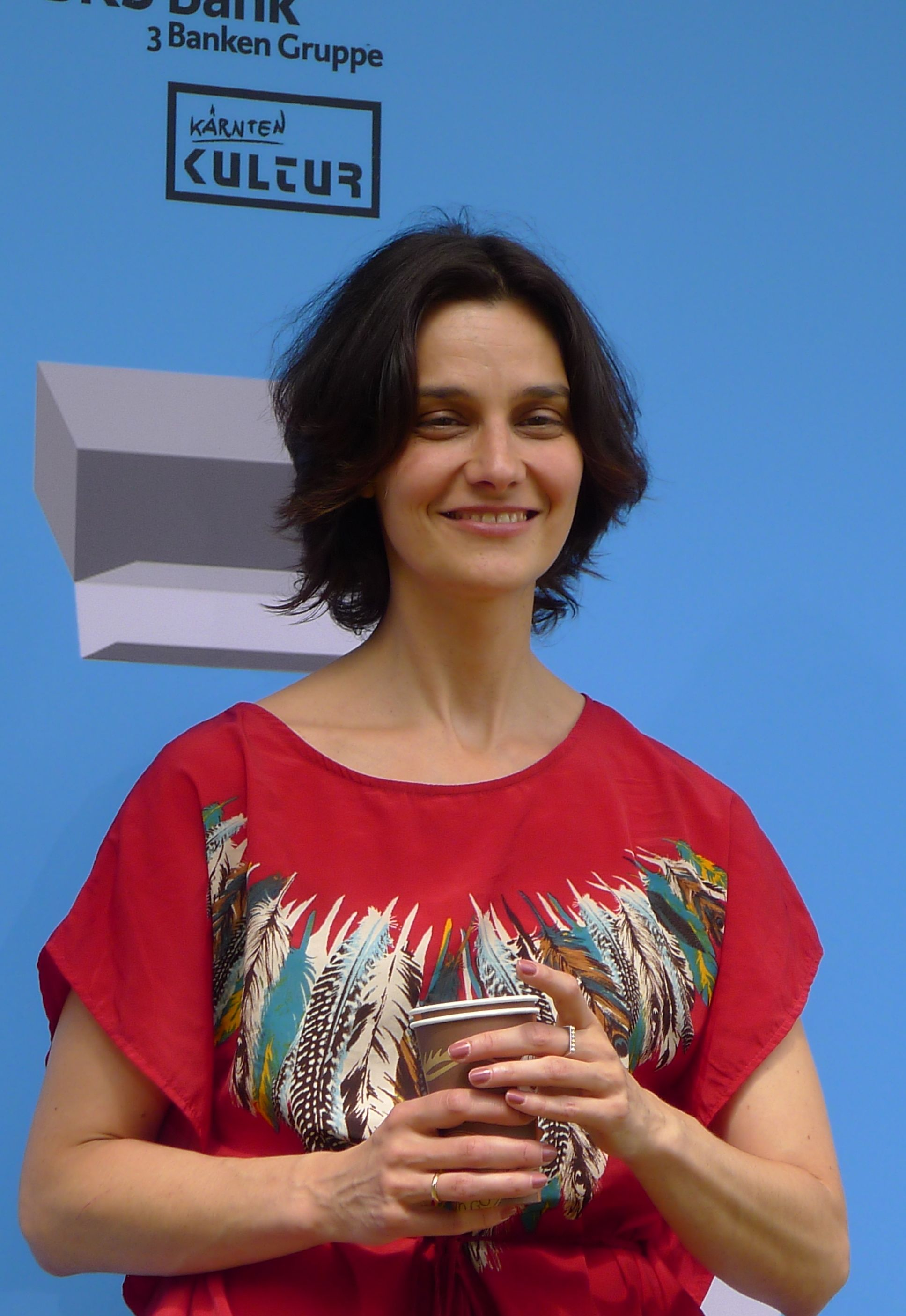
Katja Petrowskaja in Klagenfurt

- Ingeborg-Bachmann-Preis (dotiert mit 25.000 Euro): Katja Petrowskaja
- Kelag-Preis (dotiert mit 10.000 Euro): Verena Güntner
- 3sat-Preis (7.500 Euro): Benjamin Maack
- Ernst-Willner-Preis (5.000 Euro): Heinz Helle
- BKS-Bank-Publikumspreis (dotiert mit 7.000 Euro): Nadine Kegele
- Stadtschreiber-Stipendium der Stadt Klagenfurt (5.000 Euro; gekoppelt an den Publikumspreis): Nadine Kegele